# Narbéfontaine
Narbéfontaine é uma comuna francesa na região administrativa de Grande Leste, no departamento de Mosela. Estende-se por uma área de 3,58 km². Em 2010 a comuna tinha 119 habitantes (densidade: 33,2 hab./km²).